# Agboville
Agboville ist eine Stadt im Südosten der Elfenbeinküste. Es ist eine Unterpräfektur und der Sitz des Departements Agboville. Es ist auch eine Gemeinde und der Sitz der Region Agnéby-Tiassa im Distrikt Lagunes.

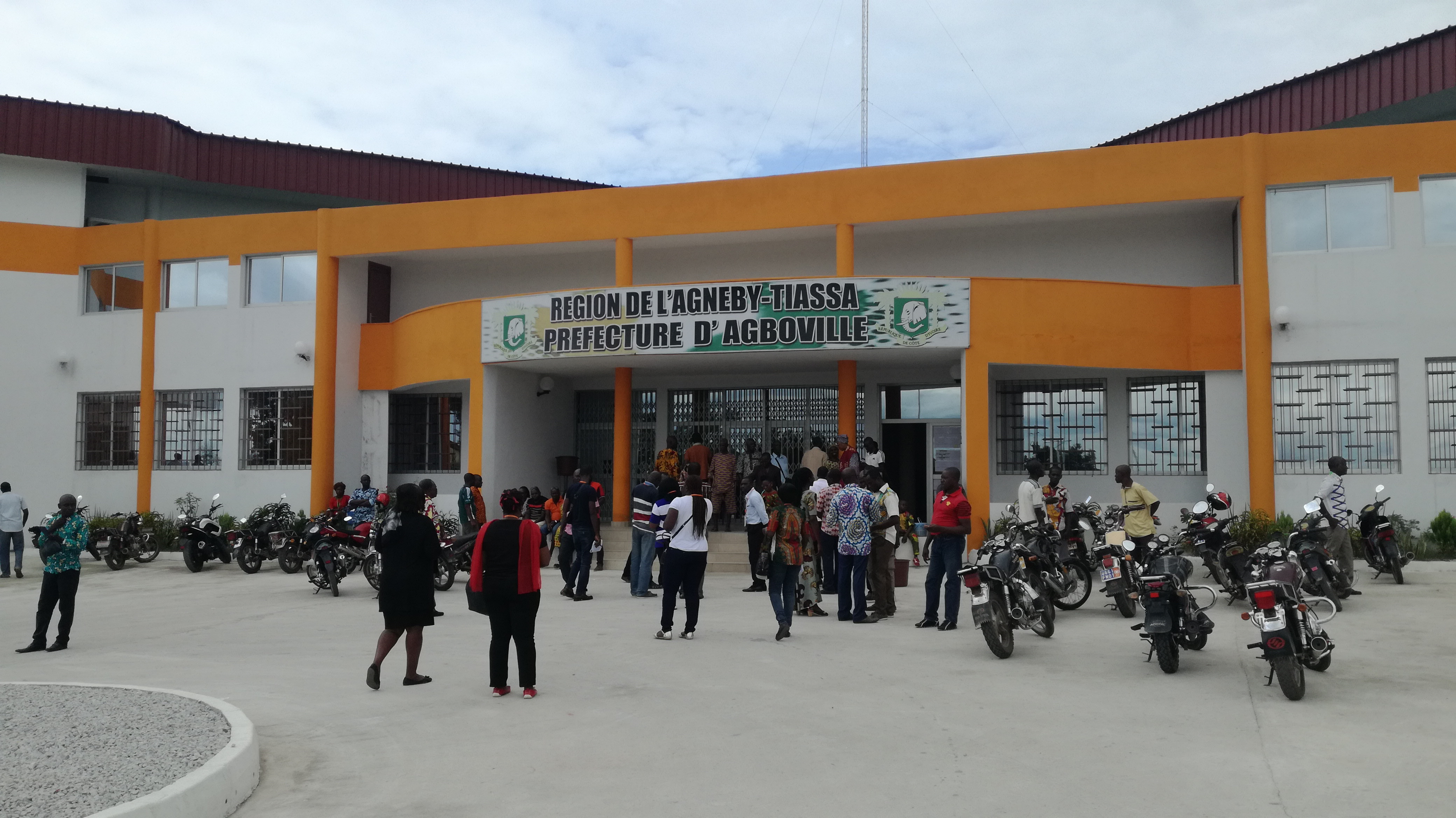
Esplanade des Geländes der Präfektur der Stadt Agboville

## Demografie
Agboville liegt nördlich von Abidjan. Die lokale ethnische Gruppe sind die Abé. Die Abé ist eine von über 60 ethnischen Gruppen in der Elfenbeinküste und wird üblicherweise als eine Untergruppe der Akan angesehen. Ein wichtiger Feiertag für die Abbeys ist La fête des ignames oder das Yam Festival. Historisch gesehen ist das Fest ein Fest für eine gute Yamswurzelernte, da die Yamswurzel die größte Ressource für die Region Agboville war.

## Geschichte
Agboville ist der Sitz des Bistums Agboville.
Agboville war von 1997 bis 2011 der Sitz der Region Agneby.

## Infrastruktur
Agboville wird von einem Bahnhof des nationalen Eisenbahnnetzes bedient.

## Söhne und Töchter der Stadt
- Laurent Aké Assi (1931–2014), Botaniker
- Hortense Aka-Anghui (1933–2017), Politikerin
- Philippe Attey (1951–2019), Politiker (FPI)
- Guy Edi (* 1988), Basketballspieler